# Les Courants de l'espace
Les Courants de l'espace (titre original : The Currents of Space) est un roman d'Isaac Asimov, paru en 1952. Ce roman est le deuxième au niveau chronologie interne de ce qu'on appelle le cycle de l'Empire, constitué de trois romans. Néanmoins il a été écrit après les deux autres (Cailloux dans le ciel et Tyrann).

## Résumé
Sur Florina, le kyrt est roi. Cette variété de coton produit un textile extraordinaire, supérieur à la soie, à l'acier et aux fibres d'amiante. On l'exporte dans la galaxie entière car le kyrt ne pousse nulle part ailleurs.
Mais Florina est la colonie de Sark, dont les Grands Écuyers traitent les Floriniens en esclaves. Trantor rêve de briser ce lien, car alors l'Empire naissant contrôlerait une ressource unique. La tension monte.
C'est le moment que choisit un spatio-analyste, sorte d'explorateur du vide stellaire, pour envoyer un message incroyable : Florina risque la destruction ! On le croit fou, d'autant qu'il disparaît juste après cela, avec son vaisseau : sans doute est-il allé se perdre dans l'espace. Mais l'incident laisse des traces dans les esprits. N'est-ce pas une tentative de déstabiliser l'ordre économique sarkite ? Vient-elle de Trantor, ou de Sark elle-même, qui a son lot de mécontents ? Ou bien s'agit-il d'un coup monté pour incriminer Trantor ? Le spatio-analyste est-il parti de son plein gré, ou bien a-t-il été capturé, peut-être tué, pour éviter la panique ? Quel serait le facteur de l'hypothétique « destruction » de Florina ?
Au même moment, sur Florina, on trouve un homme réduit à l'état de légume. Recueilli par une paysanne, protégé par le Prud'homme local, il recouvre peu à peu ses facultés, mais pas sa mémoire... jusqu'au jour où il se souvient... que Florina va être détruite !

## Un roman basé sur l'astrophysique
Les Courants de l'espace s'appuie sur le fait que le vide interstellaire n'est justement pas vide, mais encombré de nuages de gaz et de molécules errantes. Dans le roman, ce sont ces éléments qui influent sur les réactions internes des étoiles et qui peuvent déterminer leur destin, ou du moins l'accélérer.
Ce substrat scientifique n'est cependant pas central dans le roman : ce qui compte, c'est le mélange de polar et de roman d'espionnage qui se tisse autour des héros.

## La question raciale
Même si un seul personnage, le docteur Junz, y attache de l'importance, le problème de la couleur de peau transparaît dans l'histoire. Junz, originaire de la planète Libair (forme raccourcie de Libéria), est noir de peau, a les cheveux crépus, et se rappelle une légende selon laquelle son peuple fut jadis soumis par un autre ; les Floriniens, eux, sont pâles et roux, comme les Irlandais. Or, ajoute Junz, la galaxie est surtout peuplée de types intermédiaires entre ces extrêmes. Il y voit la preuve que l'humanité cherche toujours à opprimer les êtres différents (peu de gens le croient), et il se sent solidaire des Floriniens.
Plus tangiblement, Asimov fait peut-être allusion à la situation raciale aux États-Unis de son époque. Le fait que la ressource centrale soit une sorte de coton renvoie, elle, clairement aux États-Unis de l'époque antérieure à la Guerre de Sécession.